# Lee McClung

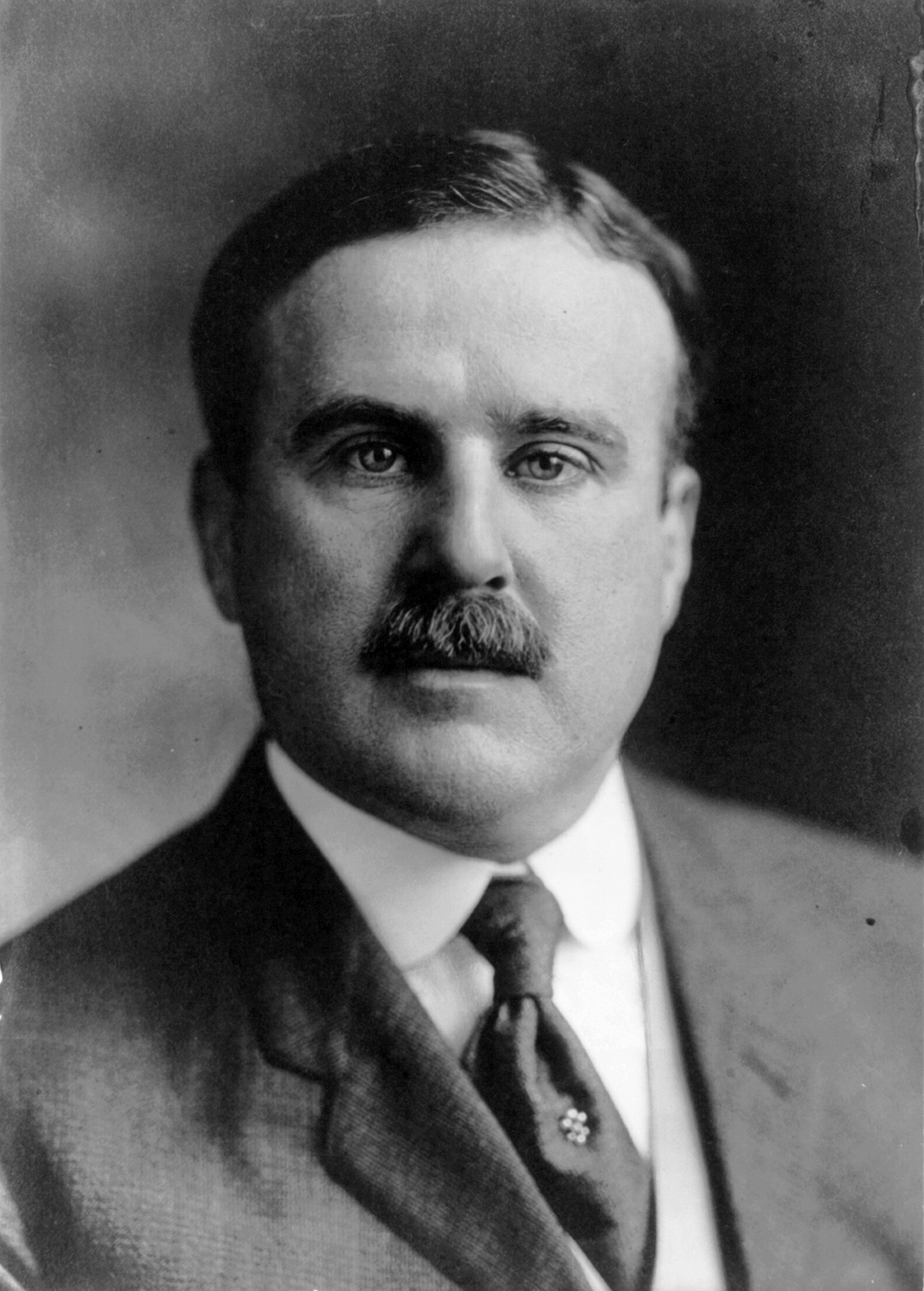
Lee McClung

Thomas Lee „Bum“ McClung (* 26. März 1870 in Knoxville, Tennessee; † 19. Dezember 1914 in London, Großbritannien) war ein US-amerikanischer Footballspieler und Regierungsbeamter. Er war mit dem General Albert S. Johnston und dem Außenminister John Marshall verwandt.

## Werdegang
Thomas Lee „Bum“ McClung, Sohn von Eliza A.L. Mills (1833–1881) und dem Händler Frank H. McClung (1826–1898), wurde ungefähr fünf Jahre nach dem Ende des Bürgerkrieges im Knox County geboren. Über seine Jugendjahre ist nichts bekannt. Er besuchte die Phillips Exeter Academy. Danach ging er auf die Yale University in New Haven, wo er als Klassenbester abschloss. Er erhielt die meisten Stimmen als beliebtestes Mitglied seines Abschlussjahrgangs. Ferner war er Mitglied der Studentenverbindung Skull & Bones. McClung hatte den Vorsitz im Junior Promenade Committee seiner Klasse. Seit seiner College-Zeit wurde er immer mit Lee angesprochen. Zu der damaligen Zeit war er der bekannteste Footballspieler im Country während seiner Zeit in Yale. In seiner athletischen Glanzzeit war er 5 Fuß und 10 Zoll (1,78 m) groß und wog zwischen 165 und 180 lbs (75 und 82 kg). Er spielte im Baseballteam der Universität und in jeder Footballsaison von 1888 bis 1891. Während dieser Zeit stellte er einen neuen Rekord von 54-2 auf und ein Gesamtpunktestand von 2269-49. Es war ungewöhnlich zu jener Zeit einen Studienanfänger in ein Team zu holen. McClung bildete hier eine Ausnahme. Er war der einzige bekannte Studienanfänger im Team von 1888. Im Jahr 1889 erzielt er 176 Punkte und in seiner gesamten Laufbahn 494. Er war 1891 Captain im Football-Team von Yale. In jener Saison hatten sie keinen Gegentreffer. Sie stellten einen 13-0 Rekord auf und einen 488-0 Punkterekord. McClung graduierte 1892 mit einem Bachelor of Arts. Trotz Verletzungen verließ er nie das Spielfeld, obwohl zu jener Zeit der Football beträchtlich rauer war. Am 21. November 1891 besiegte seine Mannschaft Harvard 10-0 und rächte sich für ihre harte Niederlage ein Jahr zuvor. Sein letztes College-Spiel fand fünf Tage später, am Thanksgiving, gegen Princeton statt, wo er mit ebendenselben elf Spielern die Tigers 19-0 besiegte. McClung war der Überzeugung, dass er das Cutback Play entworfen hatte. Er kehrte später nach New Haven zurück und war für viele Jahre als Co-Trainer tätig. Sein Ruf hielt lange an und sogar das Time Magazine berichtete 1941 von ihm als „a turtlenecked Yale man of the Bum McClung era.“ 1963 wurde er in die College Football Hall of Fame aufgenommen.
McClung verbrachte das Jahr nach seinem Abschluss mit einer Reise durch Europa und Kalifornien. An der University of California bekam er eine Anstellung als erster Trainer. Danach arbeitete er für die St. Paul and Duluth Railroad in Saint Paul (Minnesota). Er ging von 1899 bis 1901 einem Beschäftigungsverhältnis bei der Southern Railway Company nach, als er Assistent des zweiten Vizepräsidenten wurde. 1902 wurde er Assistant Freight Traffic Manager im Unternehmen und hielt den Posten bis 1904. Zu jenem Zeitpunkt ernannte man ihn zum Treasurer an der Yale University. Er trat die Stellung am 15. Dezember 1904 an. In der Folgezeit begann er Satiren über den Verkauf der geschlossenen Ingham University zu schreiben. Er bezeichnete es als:

„a defunct college that we should be very pleased to sell on very low terms to any one making due application... If it may prove an incentive to the consummation of the deal I should be very much pleased to throw in a cemetery which is located on the grounds.“

Ferner modernisierte er die Treasury und die Rechnungslegungsmethode an der Universität.
McClung gehörte der Republikanischen Partei an. Am 23. September 1909 ernannte ihn Präsident William Howard Taft zum Treasurer of the United States. Er trat seinen Posten am 1. November 1909 an. Er erhielt 8.000 Dollar pro Jahr als Gehalt. Am 8. Januar 1910 überreichte er seinem Vorgänger einen Scheck über 1.260.134.946,88 ⅔ Dollar, eine Bestätigung des Geldes und der Wertpapiere im Ministerium ab dem Tag, als McClung seinen Posten übernahm. Es dauerte mehr als zwei Monate alle Vermögenswerte zu zählen, wie es üblich ist, wenn ein Treasurer seinen Posten verlässt. Zu jener Zeit war dies die größte finanzielle Transaktion von einem Mann an einen anderen in der Weltgeschichte. Während seiner Amtszeit forderte er, die abgenutzten, schmutzigen Banknoten in einer höheren Rate zurückzuziehen, um eine saubere Währung einzuführen. McClung bekleidete seinen Posten bis zu seinem Rücktritt am 14. November 1912, der eine Woche später wirksam wurde. Er trat von seinem Posten zurück wegen eines Streits im Finanzministerium. Dabei handelte es sich um eine Meuterei, die durch Abram Andrew angeführt wurde, damals Assistant Secretary of the Treasury, der Schwierigkeiten mit Finanzminister Franklin MacVeagh hatte. McClung war damals involviert. Andrew trat am 3. Juli 1912 zurück, kritisierte MacVeaghs lockere Geschäftsmethoden und schlechte Verwaltungsfähigkeiten, nannte mehrere Finanzbeamte, welche ihm zustimmten, einschließlich McClung. MacVeagh bat McClung die Aussage von Andrew betreffend ihn zurückzuweisen, aber McClung weigerte sich und die Beziehung zwischen den beiden wurde angespannt. Indes rief Präsident Taft einen Waffenstillstand im Finanzministerium aus bis nach den Wahlen. McClung kündigte seinen Rücktritt neun Tage nach der deutlichen Niederlage von Taft an. Der Nachfolger von McClung, Carmi Thompson, erhielt am 4. Dezember 1912 einen noch größeren Scheck überreicht in Höhe von 1.519.258.908,57 ⅔ Dollar. Am Tag zuvor hielt er noch eine Rede in Pittsburgh (Pennsylvania) und behauptete folgendes:

„It is physically possible to steal $100,000,000 from the Treasury of the United States.“

McClung verstarb in einer Privatklinik in London, nachdem er drei Monate zuvor in Frankfurt am Main an Typhus erkrankte. Sein Bruder C. M. war bei ihm, als er verstarb. Sein Leichnam wurde am Bord des Dampfschiffs St. Paul in die Vereinigten Staaten überführt, welches am 26. Dezember 1914 Liverpool verließ. Die Trauerfeier fand am 4. Januar 1915 in der St. Thomas Episcopal Church in New York City statt. Er wurde zwei Tage später auf dem Old Gray Cemetery in Knoxville beigesetzt, dem Wohnort seiner Schwester. McClung hat anscheinend nie geheiratet. Er hatte zwei Brüder, welche auf die Yale University gingen.
McClung war Direktor der Phoenix Mutual Life Insurance Company in Hartford (Hartford County), Direktor der Marion Institute of Alabama, ein National Councilman bei den Boy Scouts of America und Treasurer bei der American Association for Highway Improvement. Er war Mitglied vom Metropolitan Club, Riding Club und Chevy Chase Club in Washington, D.C., des University Club of New York City sowie des Graduates Club und des New Haven Lawn Club von New Haven. Ferner wurde er am 22. Dezember 1910 zum Präsidenten der Yale Alumni Association of Washington gewählt.

## Trivia
Einer seiner Nachrufe lautete:

„Ah! A remarkable athlete, a wonderful football player, a lovable classmate, a diligent student, a manly man–a type Yale men idealize for emulation. Such was Lee McClung.“